# Claude Charles Goureau
Claude Charles Goureau est un militaire et un entomologiste français, né le 15 avril 1790 à Pisy dans l'Yonne et mort le 6 février 1879 à Santigny.

## Biographie
En 1808, il entre à l’école polytechnique dont il ressort deuxième en 1810. Il passe deux ans à l’École d'application de l'artillerie et du génie de Metz d'où il ressort avec le grade de sous-lieutenant. Durant le siège de Magdebourg en 1812, il obtient le rang de capitaine, puis, en 1814 de capitaine d’état-major et reçoit la Légion d'honneur. Il est chargé de diverses fortifications, dont celles de Paris en 1840 mais aussi dans la Manche, la Mayenne, l’Ille-et-Vilaine. En 1846, il devient officier de la Légion d’honneur. Après sa retraite, en 1850 à Santigny, il s’occupe pleinement d’entomologie.
Goureau se consacre surtout à l’étude des insectes nuisibles. Membre de la Société entomologique de France en 1835, il est vice-président en 1842, 1844 et 1851, président en 1845 et 1852, membre honoraire en 1866.

## Liste partielle des publications
- Les Insectes nuisibles aux arbres fruitiers, aux plantes potagères, aux céréales et aux plantes fourragères (deux volumes, V. Masson et fils, Paris, 1861-1865).
- Les Insectes nuisibles à l'homme, aux animaux et à l'économie domestiques (V. Masson et fils, Paris, 1866).
- Les Insectes nuisibles aux forêts et aux arbres d'avenues (V. Masson et fils, Paris, 1867).
- Les Insectes nuisibles aux arbustes et aux plantes de parterre (V. Masson et fils, Paris, 1869).
- Les insectes utiles à l'homme (V. Masson et fils, Paris, 1872).